# جیمی پین
جیمی پین (انگلیسی: Jimmy Payne; ۱۰ مارس ۱۹۲۶ – ۲۳ ژانویهٔ ۲۰۱۳) بازیکن فوتبال اهل بریتانیا بود.
از باشگاه‌هایی که در آن بازی کرده‌است می‌توان به باشگاه فوتبال اورتون و باشگاه فوتبال لیورپول اشاره کرد.